# Записи «Машины времени» в Государственном доме радиовещания и звукозаписи
За́писи в Госуда́рственном до́ме радиовеща́ния и звукоза́писи (ГДРЗ) — несистематизированные записи советской и российской рок-группы «Машина времени», подготовленные в студии ГДРЗ в разное время и в разных обстоятельствах в период с 1971 по 1974 годы. Выдержаны в стилях рок-н-ролл, прогрессив-рок, психоделик-рок, блюз. Включали первые песни группы на русском языке, в том числе — первые студийные версии будущих хитов «Ты или я», «День гнева» («Битва с дураками») и «Наш дом», которые долгое время входили в концертные программы «Машины времени». Часть записей была выпущена в составе сборника «Неизданное» в 1996 году компанией Sintez Records.

## История

### Изменения в составе
Записи производились на протяжении четырёх лет, по мере появления нового материала в репертуаре группы. В этот период её лидер Андрей Макаревич окончил школу и поступил в 1971 году в Московский архитектурный институт, а в 1974 году, по формальной причине «несвоевременного ухода с работы на овощной базе», был отчислен из него. Репетиционная база коллектива переместилась из "школьных помещений в культовый для столичного рока ДК «Энергетик» (Раушская набережная, дом 14, строение 1), помещениями которого музыканты имели возможность пользоваться с 1971 по 1973 годы. Группа пережила кратковременный (с начала лета и до конца декабря 1972 года) период отказа от самостоятельной деятельности и нахождения в составе популярной московской супергруппы «Лучшие годы», а также — смену названия («Машина времени» вместо «Машины времени»). На этот же период приходится первый вклад «Машины времени» как «любительской» группы в официальную советскую культуру. В 1973 году «Мелодия» выпустила пластинку с записью песен вокального трио «Линник» с инструментальным сопровождением «Машины времени», при этом на оборотной стороне конверта этой пластинки было впервые упомянуто наименование группы. А в 1974 году музыканты приняли участие в съёмках художественного фильма «Афоня» режиссёра Георгия Данелии и записали на студии «Мосфильма» фонограмму песни «Ты или я» для звуковой дорожки фильма.
Состав группы в это время постоянно изменялся и в целом за период 1969—1975 годов характеризовался «наиболее интенсивной» ротацией. Осенью 1971 года место бас-гитариста в группе занял Александр Кутиков. На тот момент он был официально трудоустроен в Государственном доме радиовещания и звукозаписи, где познакомился с Сергеем Кавагоэ — одним из участников «Машины времени», стоявших у истоков группы. Оба выполняли в ГДРЗ обязанности техников-операторов. Как вспоминал Макаревич, «Кутиков пришёл к нам на репетицию и сыграл на бас-гитаре „Yellow River“ [Песня группы Christie 1970 года]. Это решило исход дела». С этого времени и вплоть до конца 1974 года постоянными участниками «Машины времени» являлись: Андрей Макаревич (гитара), Сергей Кавагоэ (клавишные, ударные) и Александр Кутиков (бас-гитара). Другие музыканты, в том числе пришедшие из более известных на тот момент андеграундных ансамблей, на долгий срок в «Машине времени» не задерживались. Так, среди прочих, в этот период в группе играли: на гитаре — Алексей Белов («Удачное приобретение») и Игорь Дегтярюк («Второе дыхание»), на бас-гитаре — Алик Микоян и Николай Ширяев («Второе дыхание»), на клавишных — Игорь Саульский («Скоморохи», «Лучшие годы»), на ударных — Максим Капитановский («Второе дыхание») и Юрий Фокин («Скоморохи», «Лучшие годы») и другие.

### Запись и распространение
В книге мемуаров «Всё очень просто. Рассказики» (1991) Макаревич упоминал о произведённой в 1970 году записи пяти композиций, а именно — «Последние дни», «Помогите», «Продавец счастья», «Песня солдата», «Я видел этот день». Однако, согласно датировке, указанной в альбоме-сборнике «Неизданное» (1996), фонограммы трёх из упомянутых песен — «Последние дни», «Помогите» и «Продавец счастья» — относятся к периоду 1971—1972 годов. «Песня солдата» и «Я видел этот день», предположительно, также могут относиться к 1971—1972 годам, а не к 1970 году, общий же список композиций, записанных в этот период, может включать в себя и другие треки.
По утверждению Макаревича, запись 1970 года до настоящего времени не сохранилась. Он предположил, что «однажды» она могла звучать в радиоэфире. О факте трансляции записи в эфире упоминалось также в статье "Размышления о «Машине времени», опубликованной в 1988 году в журнале «Студенческий меридиан»: «… Из „официальных“ успехов можно назвать только фильм „Афоня“, где за кадром звучит „Солнечный остров“, да ещё одну-единственную передачу по радио из серии „Для тех, кто не спит“, в которой прозвучали две-три песни». Иных сведений об обстоятельствах производства указанной записи, наименовании самой радиопрограммы, в эфире которой прозвучали указанные песни, и дате эфира в открытых источниках нет.
Записи 1973—1974 годов производились нелегально, вероятнее всего, в вечернее и ночное время, поскольку в студии ГДРЗ имели возможность записываться только официально признанные коллективы и исполнители. Но и они порой «годами ожидали возможности записаться. Власти делали тогда всё возможное, чтобы не допустить любого проявления рок-культуры в сфере профессиональной деятельности. Телевидение и радио, грамзапиcь и филармоничеcкие концерты — вcе эти сферы были долгое время полностью недоступны для рок-групп». В качестве звукооператоров выступили штатные техники-операторы ГДРЗ Кавагоэ и Кутиков, благодаря которым эти музыкальные сессии в принципе состоялись.
Фонограмма 1973—1974 годов сохранилась не полностью. Исследователи и поклонники творчества группы высказывали предположения о том, что трек-лист записи включал в себя также песни «Розовые очки», «Скорый поезд», «Я устал» и некоторые другие, а также несколько инструментальных композиций. Во второй половине 1970-х годов эта запись распространялась в магнитиздате как отдельный цикл песен под неофициальным названием «Туманные поля».
В 1996 году фонограммы 1971—1972 годов, а также фонограмма песни «Я смотрю в окно» были включены в сборник «Неизданное». Остальные записи с момента их производства официально не издавались.

## Список композиций
Автор всех песен, кроме отмеченных — А. Макаревич.
1971
1. Последние дни 02:04
2. Помогите 02:18
3. Я сегодня один 04:23

1972
1. Замок в небе 03:06
2. Миллионеры (А. Кутиков — А. Макаревич) 03:37
3. Продавец счастья (А. Кутиков — А. Макаревич) 02:44

1973—1974
1. Я смотрю в окно 06:49
2. Наш дом 03:56
3. Былые дни 02:30
4. Туманные поля 05:32
5. День гнева 01:55
6. Ты или я 04:06
7. Инструментал (И. Саульский) 03:31

## Описание композиций

#### Помогите
Наименование песни совпадает с названием композиции Help! из одноимённого альбома группы The Beatles, основополагающее влияние которой на творчество «Машины времени», особенно — ранее, неизменно подчёркивал Андрей Макаревич. Фонограммы обеих песен имеют одинаковую длительность — 2 минуты 18 секунд.
По оценке Макаревича, первые песни коллектива на русском языке были «похоронными», «социально-декадентскими, с очень сложными гармониями». Однако под влиянием Александра Кутикова, принятого в состав группы в 1971 году, музыканты стали сочинять песни «весёлые», в их числе — «Помогите», «Продавец счастья», «Миллионеры», «Песня солдата».
По мнению исследователя Юлии Шигаревой, в центре творчества Макаревича — «развитие человеческого духа во времени». В песнях раннего периода «Помогите» и «Наш дом» «образа времени как будто нет, так стремительно оно движется. Постоянно отмечается его скорость: „С цепи сорвалось время“ („Помогите“, 1971), „Годы летят стрелою…“ („Наш дом“, 1973). Здесь время имеет двунаправленный характер. С одной стороны, это прошлое, включающее в себя сложившуюся культурную традицию, с другой — будущее, на которое проецируются духовные ценности».

#### Миллионеры
По свидетельству Кутикова, является первой песней, которую «по-настоящему услышал и полюбил народ». Музыкальный критик Артемий Троицкий считал «Миллионеров» самой популярной из числа первых песен группы, которые он в целом охарактеризовал как «детскую сатиру», песни, «пронизанные суровой иронией школьников из хороших семей». Объясняя особую популярность «Миллионеров», «бичующих потребителей», Троицкий акцентировал внимание на строке «Куплю я ванну золотую // И изумрудный унитаз», поясняя, что «по тем временам это было неожиданно, смело и даже очень серьёзно».
Музыкант Алексей Романов назвал «Миллионеров», вместе с «Продавцом счастья» и «Песней солдата», ранними «вполне зрелыми композициями». «Как „штучка“, хит, изделие они являлись готовым продуктом. Вполне оформленная аранжировка, взаимодействие куплетов, исполнительская подача — всё было найдено. Мера агрессии, мера меланхолии, своеобразная блюз-роковая платформа, какое-то количество кантри, которое Андрей [Макаревич] достаточно серьёзно изучал. Прямо такое махровое кантри. Не прилизанный фолк, а „стариковские“ заунывные баллады, с расстроенным банджо».

#### Продавец счастья
По утверждению Кутикова, является первой песней, написанной им совместно с Макаревичем в 1971 году. Таким образом, именно с этой песни начался многолетний творческий союз двух музыкантов, который журналисты позже сравнивали с тандемом Пола Маккартни и Джона Леннона. Вместе с композицией «Ты или я» входила в состав программы, исполнявшейся в период совместной концертной деятельности с группой «Лучшие годы».

#### Наш дом
Одна из первых песен в творчестве группы и в русскоязычной рок-музыке в целом, написанная в эскапистской традиции. Главной чертой эскапизма является стремление к созданию «альтернативного» мира, не соприкасающегося с реальностью. В первой строфе песни «Наш дом» заявляется об уходе из некоего образного города в этот «альтернативный» мир: «Годы летят стрелою, // Скоро и мы с тобою // Разом из города уйдём. // Где-то в лесу дремучем // Или на горной круче // Сами себе построим дом». Этот «наш» дом, в представлении Ю. Шигаревой, в первую очередь — "дом единомышленников, в котором «хватит места нам с тобой». Он «был противопоставлен городу и стоял на горе (символическое обозначение высоких помыслов)».
По мнению Ильи Кормильцева и Ольги Суровой, эскапистская установка, характерная для рок-эстетики середины 1970-х годов, формировалась у первых отечественных рок-авторов (Андрея Макаревича, Алексея Романова, Константина Никольского) под влиянием, с одной стороны, традиций культуры хиппи, с другой — бардовской песни.
Песня заняла 8 и 9 места в номинации «Песни» конкурса «Звёзды-80», организованного свердловской газетой «На смену!».
Наиболее известным кавером на песню является версия группы «Браво», записанная в 2009 году для альбома-трибьюта «Машинопись».

#### Туманные поля
Дала название всему циклу песен 1973—1974 годов, распространявшемуся в магнитиздате. По свидетельству Бориса Гребенщикова, исполнялась группой на фестивале «Таллиннские песни молодёжи — 76» как «настоящая психоделика», что произвело тогда на музыканта сильное впечатление.

#### День гнева
Имеет неофициальное наименование — «Битва с дураками». В статье Артемий Троицкий отмечал, что с конца 1970-х годов песни «Машины времени», в частности «День гнева», получили самостоятельную жизнь, став, по сути «народными»: "… Москва — Москвой, но были факты и более поразительные. Ребята с Дальнего Востока пели «День гнева». «Кто сочинил? — спрашиваю. — Фольклор…». В работе Троицкий назвал песню «рок-гимном начала 70-х», а позже предложил считать днём рождения русского рока тот день, когда Макаревич сочинил «День гнева». Рассуждая об объекте сатиры в тексте песни, критик замечал, что «никто не считал себя дураком, ни на сцене, ни в зале — и восторгу не было конца».
Исследователи обращали внимание также на прослеживающиеся аналогии текста композиции «День гнева» с песнями Булата Окуджавы, в частности — его «Песенкой про дураков» (1960—1961). По мнению Ю. Шигаревой, из неприятия лирическим героем раннего творчества Макаревича стереотипов массового сознания и рождалось желание изменить мир. «День гнева» в этом смысле — песня, имеющая «ораторскую интонацию» и "радикальное решение всех проблем: «Друзьям раздайте по ружью, // И дураки переведутся».
Сам Макаревич смысл текста песни не комментировал, однако много позже с момента её сочинения в интервью заявил, что «с дураками биться бессмысленно, потому что большая часть существ человеческого рода ими являются и являться будут», отметив, что авторство этого утверждения принадлежит классику Чехову.
Сюжет и художественные образы песни получили различные отражения в отечественной культуре. Так, в период охлаждения отношений Макаревича с Майком Науменко последним была написана композиция «Уездный Город N», содержавшая аллюзию на текст песни «День гнева»: «Это наш молодёжный герой // Опять затеял битву с дураками, // Но бьётся он сам с собой». В композиции Rock-n-roll группы «Алиса», записанной с участием музыкантов старейших отечественных рок-групп, строка «Нас было мало, Макар [Макаревич] был прав // В битвах крепла горечь потерь» также напрямую отсылает к тексту песни «День гнева». В художественном фильме Гарика Сукачёва «Дом Солнца» обыгран сюжет первого в истории «Машины времени» публичного выступления, на котором группа исполнила «День гнева». (На самом деле на своём первом концерте группа выступала с англоязычным репертуаром.) По сюжету фильма, к концу выступления «Машина времени» сорвала овации зала.
Наиболее известным кавером на песню является версия Сергея Шнурова и группы «Рубль», записанная в 2009 году для альбома-трибьюта «Машинопись».
В 2019 году Макаревич сказал, что: «80% населения Земли — идиоты», и это «надо принять, как данность». Также добавил, что относит себя к оставшимся 20 %, позже сказал, что фраза принадлежит Эдгару По, что он сам считает, что идиотов больше, и что смысл песни «Битва с дураками», как раз об этом.

## Участники записи
- Андрей Макаревич — основной вокал, гитара;
- Александр Кутиков — бас-гитара, вокал, звукорежиссёр;
- Сергей Кавагоэ — ударные, клавишные, звукорежиссёр;
- другие участники группы и приглашённые музыканты 1971—1974 годов.